# Ambitle

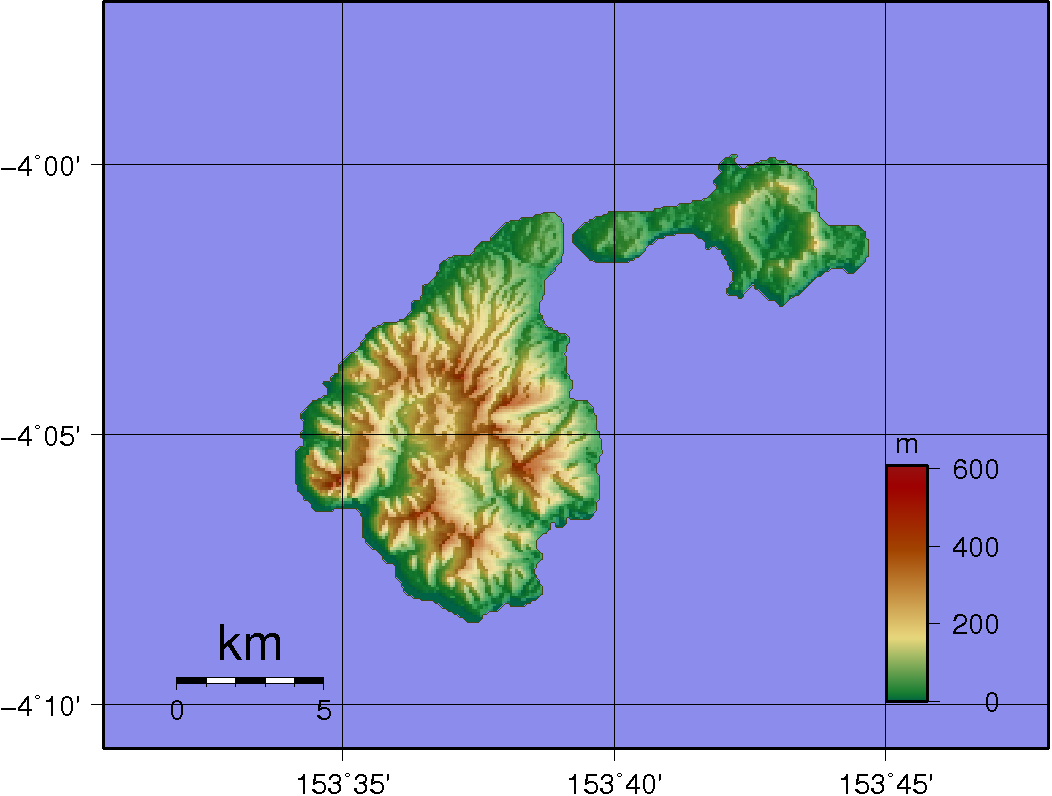
Mapa topográfico de Islas Feni. Ambitle es la isla más grande a la izquierda.

Ambitle es una isla volcánica que, junto con la Babase, otra isla volcánica, es una de las dos Islas Feni en el Archipiélago de Bismarck.  La isla está situada dentro de la Provincia de Nueva Irlanda de Papua Nueva Guinea, al este de la isla de Nueva Irlanda.
Ambitle es un estratovolcán, alcanzando 450 metros (1476,4 pies) sobre el nivel del mar. Su última erupción fue alrededor del año 350 a. C. según la datación por radiocarbono. Su caldera, es de 3km de ancho, contiene áreas termales en su lado occidental. La ventilación de agua hidrotermal también ocurre en los arrecifes de coral al oeste de esta isla.

## Otras lecturas
- Pichler, Thomas; Dix, George R. (May 1996). «Hydrothermal venting within a coral reef ecosystem, Ambitle Island, Papua New Guinea». Geology (Geological Society of America) 24 (5): 435-438. doi:10.1130/0091-7613(1996)024<0435:HVWACR>2.3.CO;2.